# Munashe Garananga
Munashe Peter Garananga (født 18. januar 2001) er en zimbabwisk professionel fodboldspiller, der spiller som forsvarsspiller for den danske superligaklub F.C. København og Zimbabwes landshold. Han har tidligere spiller for bl.a. KV Mechelen i den belgiske Pro League.

## Karriere
Som ungdomsspiller spillede han ved Prince Eduard Academy, inden han i 2016 flyttede til Sydafrika og holdet Ubuntu Cape Town, som han spillede for indtil 2021.
I 2022 flyttede Garananga til det hviderussiske hold Dinamo Brest, hvor han var fast starter gennem hele sæsonen.
Den 13. januar 2023 skrev Garananga kontrakt med Sheriff Tiraspol i den moldoviske Super Liga. Med Sheriff spillede han også fire kampe i Conference League.
Den 1. februar 2024 skiftede Garananga til belgiske KV Mechelen i den belgiske Pro League for en transfersum på € 500.000.
Den 8. juli 2024 blev det offentliggjort, at Garananga havde skrevet en fireårig kontrakt med F.C. København.